# کوجی ناکانو (آهنگساز)
کوجی ناکانو (انگلیسی: Koji Nakano؛ زادهٔ ۱ ژانویهٔ ۱۹۷۴) آهنگساز اهل ژاپن است.